# Ferdinand von Wintzingerode

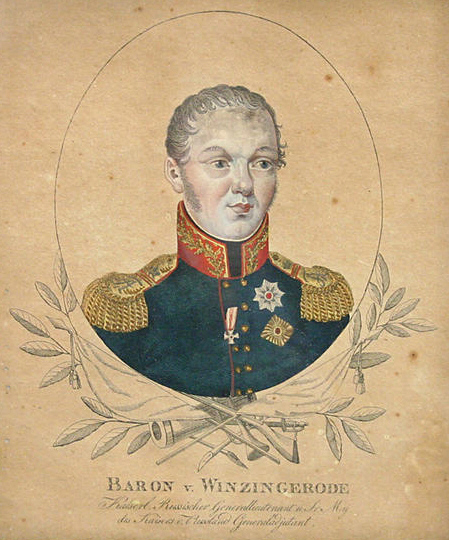
Ferdinand von Wintzingerode

Ferdinand, Freiherr de Wintzingerode (Allendorf, 15 de febrero de 1770-Wiesbaden, 16 de junio de 1818) fue un noble alemán y oficial de distintos ejércitos durante las guerras napoleónicas. Terminó como general del Ejército Imperial Ruso y luchó en la guerra de la Sexta Coalición contra la invasión francesa de Rusia y las subsiguientes campañas en Alemania y Francia. Aparece en Guerra y paz, de Tolstói.

## Vida
Ferdinand von Wintzingerode nació en el seno de una familia noble de Turingia. Su padre, el barón Wilhelm Levin Ernst von Wintzingerode (1738-1781), era dueño del dominio señorial de Unterhof, cerca de Kirchohmfeld. El primer servicio militar de Ferdinand fue en el ejército hesiano, luego como voluntario en el ejército austríaco en la guerra contra Holanda. Formó parte de las campañas contra Francia de 1792 y 1793 y, luego del Tratado de Campo Formio el 17 de octubre de 1797, se le ofreció el puesto de mayor en el ejército ruso. En 1800, el ejército austríaco le dio permiso para pelear en la guerra en Italia.
El 19 de septiembre de 1801 se casó con la condesa polaca Hélène Rostworowska (1783-1829), con quien tuvo un hijo. Fue nombrado general y ayudante de campo de Alejandro I de Rusia en 1802 y se le confiaron misiones diplomáticas en los años siguientes. También, en 1805 en Berlín, negoció con Austria y Gran Bretaña en nombre de los prusianos para formar una alianza de las tres naciones contra Francia. El 11 de noviembre de 1805, en Dürenstein, recibió la Orden de San Jorge. Volvió al ejército austríaco en 1809, donde fue nombrado mariscal de campo. Lideró la vanguardia de la primera brigada del ejército de Bellegarde el 20 de mayo en Aspern, donde fue herido en la pierna derecha.
Volvió al ejército ruso en 1812 para enfrentar la invasión francesa de Rusia. Ahí fue nombrado teniente y Gran Cruz de la Orden Militar de María Teresa. El 21 de octubre de 1812 lideró una unidad de cosacos pero él y su ayudante de campo Narichzin fueron capturados por el teniente Leleu de Maupertuis del 5.º Regimiento de Cazadores de la Guardia Imperial. Fue liberado por el general Alexander Chernyshyov y peleó en la batalla de Lützen antes de ser ascendido a general de caballería en la batalla de Leipzig en 1813. Siguió al ejército del norte hasta Holanda y luego se volvió a unir al ejército prusiano bajo las órdenes de Blücher con quien peleó en la Campaña de los Seis Días en 1814.